# Дио за пренос порука
Дио за пренос порука (енгл. Message Transfer Part–MTP) је дио Систем сигнализације број 7 (SS7) кориштен за комуникацију у Јавним комутираним телефонским мрежама. MTP је одговоран за поуздану, не-дуплициран и секвентном превозу SS7 порука између комуникационих партнера.
MTP је форманло дефинисан у ITU-T Препорукама
- и

Испити за MTP су прописани у ITU-T Препорукама
- за MTP2 и у
- за MTP3. Ови испити се користе да овере исправно извршавање MTP протокола.

Различите земље користе различите варијанте MTP протокола. У Северној Америци, формални стандард који се следи је ANSI T1.111. Регионалне Бел телефонске компаније (енгл. Regional Bell Operating Companies, RBOC) најчешће прате Telcordia Technologies (пријашњи Bellcore) документ GR-246-CORE. У Европи, национални MTP протоколи су на основи ETSI-a.

## Функционални нивои
Стек Сигнализацијски систем 7 може се разделити у четири функционална нивоа:
- Ниво 1 је Функцианолни ниво сигнализационог вода података енгл. Signalling Data Link Functional Level (Ниво податковне везе).
- Ниво 2 је Функцианолни ниво сигнализационог вода енгл. Signalling Link Functional Level (Ниво везе).
- Ниво 3 је Функцианолни ниво сигнализационе мреже енгл. Signalling Network Functional Level (Ниво мреже).
- Ниво 4 је MTP Корисник и састављен је од -а, -а, -а, или било којег другог MTP Корисника.

Ниво 1 до Ниво 3 обухвата MTP, и Ниво 4 MTP Корисник. MTP Ниво 3 се понекад скраћава на MTP3; MTP Ниво 2: MTP2. MTP и  се заједно односе као Мрежни служни дио (NSP).
Не постоји један-према-један однос MTP Нивоа 1 кроз 3 на ОСИ модел. Умјесто тога, MTP обезбеђује функције Слојева 1, 2 и дио Слоја 3 у ОСИ моделу. Дио Слоја 3 ОСИ модела које MTP не обезбеђује, је обезбеђено -ом или другим деловима Слоја 4 (MTP корисници).

### Функцианолни ниво сигнализационог вода података
Ниво 1 је описан у  Препорука , и обезбеђује Сигналну податковну везу функцианолни ниво за ускопојасне сигналне спојеве. За широкопојасне сигналне спојеве,  Препорука  или
- описује сигналну функцију вода података.

MTP1 заступа физички слој. То јест, слој који је одговоран за повезаност SS7 Сигналних тачки у превозној мрежи преко које они комуницирају са једним са другим. Првентствено, ово обухвата претварање поруке у електричне сигнале и одржавање физичких спојева кроз које ове пролазе. На овај начин, ово је слично Слоју 1 ИСДНу или друге, можда више познате, протоколе.
MTP1 нормално користи један временски дио у једном E-carrier или T-carrier.

### Функцианолни ниво сигнализационог вода
Ниво 2 је описан у  Препорука , и обезбеђује Функциалног нивоа Сигнализационог вода за ускопојасне сигналне спојеве. За широкопојасне сигналне спојеве,  Препорука  и
- описују функцију сигнализационог вода које се односи као MTP3b. Функцианолни ниво сигнализационог вода може такође бити снабдевен користећи  протокол M2PA описан у RFC 4165.

MTP обезбеђује откривање грешака и провере секвенце, и реемитује неодговорене поруке. MTP2 користи пакете које се зову сигналне јединице да преносе SS7 поруке. Постоје три врсте сигналне јединице:
- Сигнална јединица за надопуњавање (енгл. Fill-in Signal Unit, FISU)
- Сигнална јединица за стање веза (енгл. Link Status Signal Unit, LSSU)
- Сигнална јединица за поруке (енгл. Message Signal Unit, MSU)

Приступ сервисног интерфејса Функцианолног нивоа сигнализационог вода може бити обезбеђен преко  са SIGTRAN протоколом , описан у RFC 3331.
MTP Ниво 2 се испитује користећи протоконлог испитача и спецификацијама описане у
- и

### Функцианолни ниво сигнализационе мреже
Ниво 3 је описан у  Препоруци , и обезбеђује функциалног нивоа Сигнализационе мреже за ускопојасне (енгл. narrowband) сигналне спојеве, са мањим модификацијама описане у
- Препорука , за широкопојасне сигналне спојеве. Функције  Нивоа 3 такође се могу заменити са Услугом општег сигнализационог превоза (енгл. Generic Signalling Transport Service) описан у  Препоруци  која је обезбеђена од стране MTP3b-а, SSCOP или SSCOPMCE-а или SCTP-а. Функције  Нивоа 3 могу се такође обезбедити користећи  протокол, описан у RFC 4666, и моду .

MTP3 даје могућност рутирања да се могу превозити сигнализационе поруке преко SS7 мреже до пожељење крајне тачке. Сваки мрежни елеменат у SS7 мрежи има јединствену адресу, Код тачке (енгл. Point Code, PC). Порука усмеравање се обавља према овој адреси. Разлика се прави између Тачке преноса сигнала (енгл. Signaling Transfer Point–STP) који само обавља функционалности усмјеравања (рутирања) MTP поруке и Завршна тачка сигнала (енгл. Signaling End Point–SEP), који користи MTP да комуницира са другим SEP-ом (то јест, телекомским комутаторима).
MTP3 је такође обавезан за управљање мреже; када располагање податковних веза MTP2-а се промени, MTP3 установљава алтернативне спојеве како је потребно и преноси информацију о доступности пута кроз мрежу.
Приступ према интерфејсу услуге функциалног нивоа сигналне мреже (као што је описано у ) може се обезбедити преко SCTP од стране SIGTRAN протоколом , описан у RFC 4666.
MTP Ниво 3 се испитује користећи протоколног испитавача и спецификацијама описане у
- и

### Корисници
Ниво 4 се састоји од MTP Корисника.
Остали делови стека Систем сигнализације 7 су сви директно, или индиректно, MTP Корисници. Неки примери делова на Нивоу 4 су ,  и . Услуге обезбеђене према MTP Ниво 4 од MTP-а (тј. MTP према MTP Корисницима) је описано у  Препоруци .